# Ihor Paschtschuk
Ihor Paschtschuk (ukrainisch Ігор Пащук/ russisch Игорь Пашчук Igor Paschtschuk, auch Igor Pashchuk) ist ein ehemaliger ukrainischer Boxer.

## Erfolge
Ihor Paschtschuk nahm 2001 im Leichtgewicht an den Junioren-Europameisterschaften in Sarajevo teil, wo er eine Bronzemedaille gewann. Nach Siegen gegen Artak Manukyan aus Armenien (TKO), Ionuț Gheorghe aus Rumänien (31:14) und Anton Maksimov aus Belarus (34:14) unterlag er im Halbfinale Selçuk Aydın aus der Türkei (11:22).
Sein größter Erfolg war der Gewinn der Silbermedaille im Halbweltergewicht bei den Europameisterschaften 2004 in Pula. Durch siegreiche Kämpfe gegen Paul McCloskey aus Irland (22:16), Sergey Bykovsky aus Belarus (34:15), Boris Georgiew aus Bulgarien (46:25) und Willy Blain aus Frankreich (37:35) hatte er das Finale erreicht. Dort musste er dann kampflos aufgrund einer Verletzung aussteigen, wodurch der Russe Alexander Maletin Europameister wurde.
Im August 2004 durfte Paschtschuk aus medizinischen Gründen nicht an den Olympischen Spielen von Athen teilnehmen.